# Paraná (fiume)
Il Paraná (in spagnolo: Río Paraná, in guaranì: Ysyry Parana, in portoghese: Rio Paraná) è un fiume del Sud America che attraversa il Brasile, il Paraguay e l'Argentina. È lungo 4.880 chilometri ed è considerato il secondo fiume più lungo del Sud America dopo il Rio delle Amazzoni.

## Corso del fiume
Il Paraná nasce in Brasile dalla confluenza dei fiumi Paranaíba e Rio Grande che dà origine all'enorme invaso di Ilha-Solteira al confine fra i tre stati brasiliani di Minas Gerais, São Paulo e Mato Grosso do Sul.
Subito dopo il citato invaso il Paraná attraversa il lago artificiale di Jupiá per proseguire il suo corso in direzione sud in un vasto bassopiano situato a est della Serra de Maracaju, poi il fiume delimita il confine tra gli Stati di São Paulo, Paranà e Mato Grosso e in seguito accoglie il Rio Iguazú, subito dopo che questo ha formato le grandiose cascate dell'Iguazú. Più avanti nel suo corso separa il Brasile dal Paraguay.
Il corso naturale del Paraná è quasi completamente modificato a causa dei numerosissimi sbarramenti, oltre a quelli già citati vi sono i laghi di Três Lagoas, Porto-Primavera e Ilha-Grande. Pochi chilometri prima della confluenza del fiume Iguazú nel Paraná si trova il lago di Itaipú. Proseguendo il suo corso il fiume delimita il confine tra il Paraguay e l'Argentina.
Negli ultimi 500 km del suo percorso il fiume attraversa l'Argentina in terreni tanto più paludosi quanto più si avvicina all'estuario; nel tratto finale, unendosi al Río Uruguay, forma il Río de la Plata lungo 290 km. Il bacino idrografico del fiume, escludendo il Rio de la Plata, è di 2.582.672 km².

## Dighe
- Diga di Itaipú - (Paraguay-Brasile)
- Diga di Yacyretá - (Paraguay-Argentina)